# El Mosa en Dordrecht
El Mosa en Dordrecht es una obra del pintor neerlandés Albert Cuyp. Se trata de un lienzo que mide 114,9 cm de alto y 170,2 cm de ancho. Fue pintado hacia 1650 y se encuentra en la Galería Nacional de Arte, de Washington D. C., Estados Unidos.
Este cuadro es típico del autor: una marina que representa el puerto de Dordrecht, su ciudad natal. En él se ven barcos y un inmenso cielo con nubes. Se cree que representa un acontecimiento del año 1646, cuando se celebró el fin de la guerra por la independencia de Holanda, pues el 30 de mayo España y los Países Bajos firmaron un alto el fuego temporal en la guerra.